# Лорд-мер Лондона
Високоповажний лорд-мер Лондона або Лорд-мер Лондонського Сіті (англ. Lord Mayor of London) - посада у Великій Британії. Не слід плутати з мером Лондона; тоді як повноваження лорд-мера обмежуються тільки районом Сіті і є скоріше церемоніальними, мер керує всім Великим Лондоном.
Лорд-мер є головою Лондонської міської корпорації (адміністрації району Сіті) та обирається щорічно на Михайлів день зборами 108 традиційних гільдій Лондонського Сіті. Наступного дня після вступу на посаду організовується шоу лорд-мера; новий лорд-мер на чолі процесії та в супроводі мечоносця в Московській шапці слідує в Королівський судний двір, де присягає на вірність суверену в присутності верховних суддів. Термін повноважень лорд-мера становить рік.
Нині посада лорд-мера є переважно церемоніальною. Оскільки Лондонський Сіті є насамперед великим фінансовим центром, роль лорд-мера зводиться переважно до підтримки та просування фінансових компаній Сіті. За рік лорд-мер зазвичай проводить за кордоном близько 100 днів, відвідує в середньому 22 країни та вимовляє близько 800 промов.

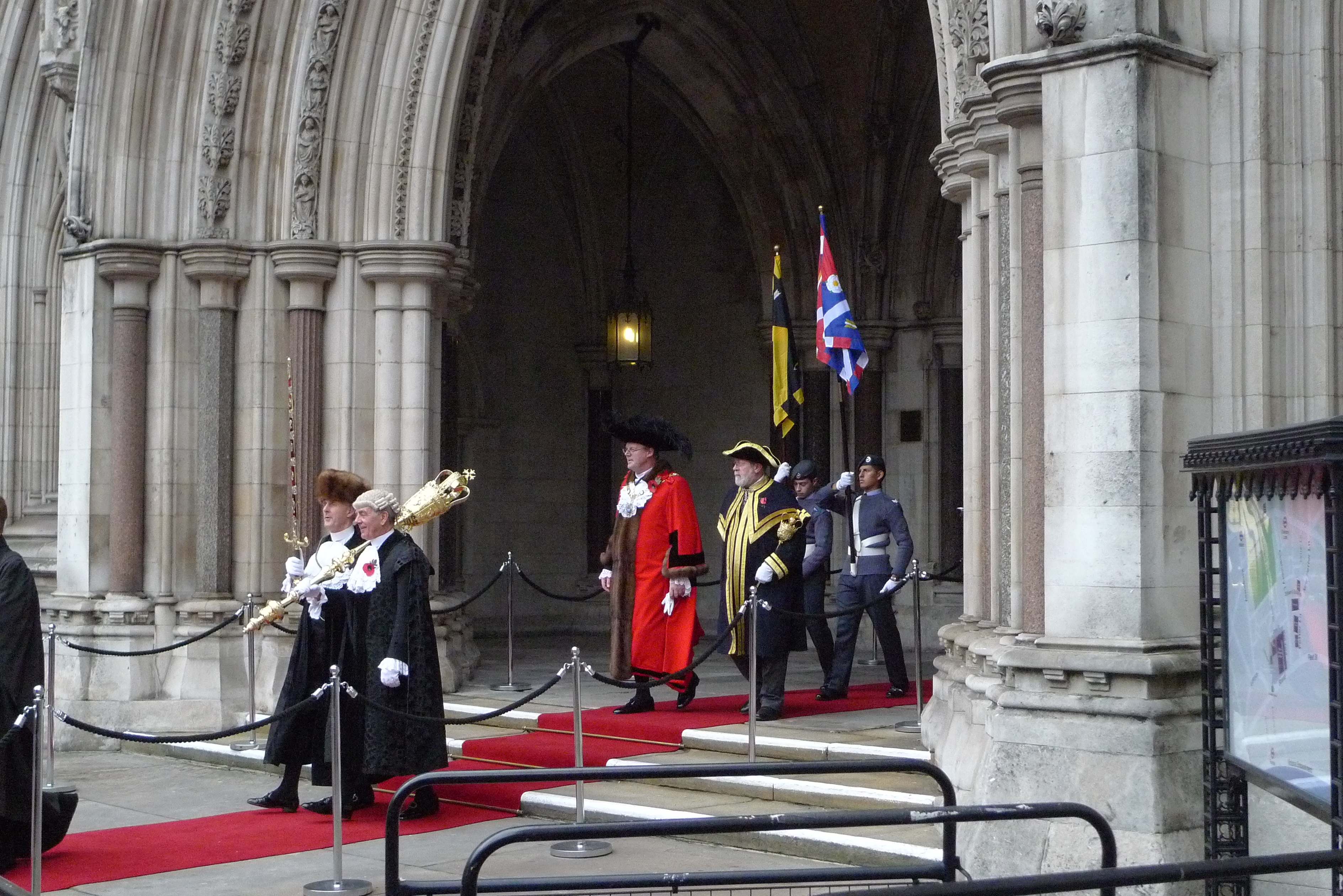
Лорд-мер Девід Вуттон після свого обрання 2011 року виходить із будівлі Королівського судного двору

Одночасно лорд-мер є канцлером Лондонського міського університету і, як голова Лондонської міської корпорації, керує поточними справами Сіті за допомоги міського клерка Лондона, камергера та Чиновник Лондонської міської корпорації.
Загалом подібні посади мають 66 міст Сполученого Королівства (включно з Лондоном). У 30 містах це посади лорд-мерів; у Шотландії — лорд-провости. Лорд-мери міст Лондон, Йорк, Кардіфф, Белфаст, лорд-провости міст Единбург і Глазго мають право на традиційний титул «шановний».
Спочатку лорд-мер зводився у звання лицаря при вступі на посаду та баронета перед відставкою; цей привілей нерегулярно використовувано в XVI-XIX століттях. Від 1964 року право зведення в баронети скасовано, проте лорд-мер аж до 1993 мав право на отримання неспадкового звання лицаря. Від 1993 року автоматичне отримання титулів лорд-мером скасовано; натомість вони почали отримувати перед відставкою лише звання лицаря-бакалавра.
Вперше посаду лорд-мера засновано 1189 року. Першим мером лондонського Сіті став Генрі фіц Айлвін де Лондонстоун. 1354 року вперше використано титул «лорд-мер». Лорд-мера традиційно обирає населення Сіті, а не призначає король. Термін повноважень традиційно становить 1 рік, проте низку осіб обирали повторно:
(як мера)
- 24 терміни: Генрі фіц Айлвін де Лондонстоун (1189-1212);
- 9 термінів: Ральф Сандвіч[en] (1285–1289, 1289–1292);

- 8 термінів: Грегорі де Рокслі[en] (1274–1280, 1284)
- 7 термінів: Ендрю Бакерел (Andrew Buckerel) (1231–1237); Джон де Бретон[en] (1289, 1293–1298); Джон ле Бланд[en] (1301–1307)
- 6 термінів: Річард ле Ранжер (Richard le Ranger) (1222–1226, 1238); Гамо де Чіґвелл[en] (1319, 1321, 1322, 1324, 1325, 1327)
- 5 термінів: Серло  ле Мерсер[en] (1214, 1218–1221)

(як лорд-мера)
- 4 терміни: Ніколас Брембр (1377, 1383–1385); Річард Віттінгтон (1397, 1398, 1406 і 1419)
- 2 терміни: Вільям Севенок[en] (1418); Роберт Фовлер[en] (1883, 1885)[1]; Вільям Расселл[en] (2019–2021).

Посаду Лорда-мера займає Аластер Кінг з 2024/25.